# Европейска летяща сепия
Европейската летяща сепия (Todarodes sagittatus) е вид главоного от семейство Ommastrephidae. Видът не е застрашен от изчезване.

## Разпространение и местообитание
Разпространен е в Алжир, Белгия, Бенин, Великобритания, Габон, Гамбия, Гана, Гвинея, Гвинея-Бисау, Германия, Гибралтар, Гърнси, Гърция, Дания, Демократична република Конго, Джърси, Египет, Екваториална Гвинея, Естония, Западна Сахара, Ирландия, Исландия, Испания, Италия, Камерун, Кот д'Ивоар, Латвия, Либерия, Либия, Литва, Мавритания, Малта, Ман, Мароко, Монако, Нигерия, Нидерландия, Норвегия, Оландски острови, Полша, Португалия, Русия, Свалбард и Ян Майен, Сенегал, Сиера Леоне, Того, Тунис, Фарьорски острови, Финландия, Франция, Хърватия, Черна гора и Швеция.
Обитава крайбрежията на морета. Среща се на дълбочина от 92 до 2665 m, при температура на водата от 3,2 до 14 °C и соленост 34,9 — 38,7 ‰.